# منزل بوزلفه
منزل بوزلفه (به عربی: منزل بوزلفة) یک منطقهٔ مسکونی در تونس است که در استان نابل واقع شده‌است. منزل بوزلفه ۱۸٬۵۵۱ نفر جمعیت دارد.